# Czerwona Górka (Szerzawy)
Czerwona Górka – część wsi Szerzawy w Polsce, położona w województwie świętokrzyskim, w powiecie starachowickim, w gminie Pawłów.
W latach 1975–1998 Czerwona Górka administracyjnie należała do województwa kieleckiego.